# Tåmeälven
Tåmeälven är ett vattendrag i Västerbottens kustland. Den är totalt ca 30 km lång, inkl. Finnträskån med källflöden, och har ett avrinningsområde på drygt 110 km².  

## Sträckning
Älven kommer primärt från Tåmträsket (55 m ö.h.), ca 1 mil nordväst om Byske i Skellefte kommun. Största källflöde är Finnträskån från Finnträsket. Tåmeälven rinner under detta namn förbi byarna Tåmeträsk, Vitsjön (vid sjön Vitsjön ) och Tåme, där den mynnar i Tåmefjärden.

## Mänskliga användning
Vattendraget omfattas av fiskevårdsområdet Tåmeådalens FVO.